# اجمايل (بوكدرة)
اجمايل هي إحدى مشيخات المملكة المغربية، تتبع جغرافيا لإقليم آسفي وإداريًا لبوكدرة. يقدر عدد سكانها بـ 3087 نسمة حسب الإحصاء الرسمي للسكان والسكنى لسنة 2004.